# Arman Andreasyan
Arman Andreasyan (in armeno Արման Անդրեասյան?; 27 dicembre 1999) è un lottatore armeno, specializzato nella lotta libera.

## Biografia
Alla Coppa del mondo individuale di Belgrado 2020, competizione che ha rimpiazzato il campionato mondiale, annullato a causa insorgere dell'emergenza sanitaria conseguente alla pandemia di COVID-19, ha vinto la medaglia di bronzo nel torneo dei -70 kg.
Agli europei di Varsavia 2021 ha vinto il bronzo nei -70 kg e a Budapest 2022 l'argento nei -70 kg.

## Palmarès
- Europei

Varsavia 2021: bronzo nei -70 kg;
Budapest 2022: argento nei -70 kg;
- Mondiali militari

Teheran 2021: oro nei -70 kg;

## Altre competizioni internazionali
2020
- Bronzo nei 70 kg nella Coppa del mondo individuale ( Belgrado)

2021
- 15º nei 74 kg nel Torneo mondiale di qualificazione olimpica ( Sofia)